# Maslog
Maslog (Bayan ng Maslog) är en kommun i Filippinerna. Kommunen ligger på ön Samar, och tillhör provinsen Östra Samar. Folkmängden uppgår till 4 009 invånare.
Maslog är indelat i 12 barangayer.